# Plagiochila sullivantii
Plagiochila sullivantii là một loài rêu trong họ Plagiochilaceae. Loài này được Gottsche ex A. Evans mô tả khoa học đầu tiên năm 1896.